# Michael Wiwchar

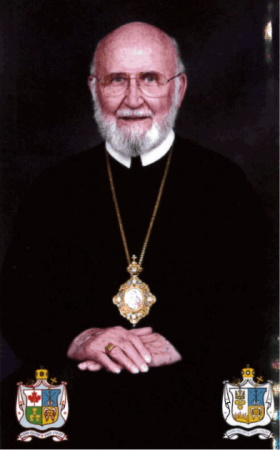
Michael Wiwchar

Michael Wiwchar CSsR (* 9. Mai 1932 in Komarno, Manitoba) ist ein kanadischer Geistlicher der Ukrainischen Griechisch-Katholischen Kirche und Altbischof von Saskatoon.

## Leben
Michael Wiwchar trat der Ordensgemeinschaft der Redemptoristen bei und empfing am 28. Juni 1959 die Priesterweihe. Papst Johannes Paul II. ernannte ihn am 2. Juli 1993 zum Bischof von Saint Nicolas of Chicago.
Der Erzbischof von Philadelphia, Stephen Sulyk, spendete ihm am 28. September desselben Jahres die Bischofsweihe; Mitkonsekratoren waren Michael Bzdel CSsR, Erzbischof von Winnipeg, und Innocent Hilarion Lotocky OSBM, emeritierter Bischof von Saint Nicolas of Chicago.
Am 20. November 2000 wurde er zum Bischof von Saskatoon ernannt. Am 9. Dezember 2000 wurde er zum Apostolischen Administrator von Saint Nicolas of Chicago und von seinem Amt trat er am 25. März 2003 zurück. Am 2. Mai 2008 nahm Papst Benedikt XVI. seinen altersbedingten Rücktritt an.